# Yann Quero
Pour les articles homonymes, voir Quero.
Yann Quero, né le 18 avril 1966 à Paris, est un romancier et essayiste français dans les registres de la science-fiction et de l'histoire, également auteur de poésies sur des styles asiatiques (pantoum, haïku, tanka). Il est directeur de la collection des anthologies de science-fiction aux éditions Arkuiris. Son roman historique Le Maître de Moulins, peintre de quatre reines de France a obtenu le Prix du Bourbonnais en 2023.

## Biographie
D’origine irlandaise, Yann Quero passe son enfance au Nouveau-Mexique (États-Unis), près de Roswell, avant de s'installer en France.
Après des études d'arts plastiques aux Beaux-Arts, puis à l'école des langues orientales (INALCO), il se passionne pour la linguistique et les questions de développement. Par la suite, il exerce divers métiers dont, notamment, ceux de journaliste, diplomate et enseignant.
Ses thèmes de prédilection concernent les grands sujets de société contemporains (réchauffement climatique, nucléaire, OGM, villes du futur, environnement, journalisme...). Il est considéré comme un des auteurs français du genre Cli-Fi (Climate-Fiction).
Outre une dizaine de romans, ses textes, littéraires ou essais, sont parus dans des journaux, anthologies ou revues tels que : Libération, Mediapart, Le Monde Diplomatique, Solaris, Lunatique, Galaxies, Étherval, Géante Rouge, Les vagabonds du rêve... Il tient également un blog sur Mediapart.

## Œuvres

### Romans
- L'Ère de Caïn, éditions Arkuiris, 2004  (ISBN 2-9520184-1-3) Épopée autour de l'histoire de l'humanité à partir du voyage à travers le temps du personnage biblique de Caïn.
- Le Procès de l'Homme Blanc, éditions Arkuiris, 2005  (ISBN 2-9520184-3-X) En 2143, le réchauffement climatique a limité la civilisation à quelques poches isolées. Entre triades chinoises et survivants de l'Occident, des dirigeants de la république de Singapour décident d'organiser le procès de l'Homme Blanc, considéré comme le responsable des catastrophes.
- L'avenir ne sera plus ce qu'il était, éditions Arkuiris, 2010  (ISBN 2-9520184-9-9) Le 1er janvier 2036, des vaisseaux extraterrestres s'approchent de la Terre et annoncent que le réchauffement climatique menace la vie sur notre planète. Ils proposent d'aider les hommes, car un seuil irréversible est proche. Mais certains soupçonnent qu'ils veulent en fait stériliser les hommes et les chats. Un renégat alien qui a récupéré la soucoupe de Roswell va essayer de les aider à découvrir la vérité.
- La Tempête de Mozart, éditions Bleu-Nuit, 2012  (ISBN 9782358840309) Un milliardaire libanais veut utiliser une machine à remonter le temps pour aller chercher Mozart dans le passé et lui faire écrire un nouvel opéra d’après La Tempête de Shakespeare. Mais cet objectif masque plus de dangers qu’il n’y paraît. De fait, les biographes de Mozart ont occulté de nombreux aspects de sa personnalité, dont son appartenance à la franc-maçonnerie.
- Planète 7, Rivière Blanche, 2017  (ISBN 9781612276847)

Année 22943. Les hommes ont essaimé dans les étoiles, sous l’œil discret d’une communauté d’archivistes vivant sur un planétoïde au temps ralenti, où règne l’esprit du jeu de Go. Sous le couvert d’une guilde de marchands, ces archivistes se sont donné pour mission secrète de collecter la mémoire de l’histoire des civilisations. Mais c’était avant l’avènement de l’Empire. Rien ne peut résister à l’Empereur YDA, qui semble immortel et qui sème la terreur, l’esclavage et la désolation à travers les galaxies, sauf peut-être une énigmatique Planète 7, où habiteraient des êtres aux pouvoirs sans équivalent. L’apprenti Tiqa et ses Maîtres vont devoir parcourir l’espace et le temps pour la découvrir et tenter de soustraire l’humanité au plus grand péril auquel elle ait été confrontée.
- Les Bulles du diable, éditions du 38, 2020  (ISBN 978-2-37453-768-9) Au XXIe siècle, des boules bleues de la taille d'un terrain de football sont apparues à la surface de la Terre. D'origine inconnue, elles sont demeurées inertes, tout en étant protégées par un champ de force infranchissable. Des années plus tard, ces "Bulles du Diable" sont considérées comme les responsables de l'effondrement des sociétés humaines. À la suite de la destruction de sa bourgade près de l'ancienne cité de Las Vegas, un jeune homme est obligé de traverser l’Amérique avec sa mère et son demi-frère, ce qui l'oblige à affronter maints périls.
- Hugo van der Goes, le grand primitif flamand, éditions Jourdan, 2020  (ISBN 978-2-87466-616-2) Cette biographie romancée retrace la carrière du peintre primitif flamand Hugo van der Goes de 1452 à 1482. Tout en reproduisant l'ensemble de ses œuvres, le livre explore le quotidien des artistes de l’époque, dans un contexte où la Flandre était rattachée à la Bourgogne et où s’exacerbaient les rivalités entre Louis XI, Charles le Téméraire, le Vatican, les Médicis et le Sultan Mehmed II.
- L'Impératrice secrète du Japon, éditions Jourdan, 2021  (ISBN 978-2-87466-672--8) Le roman suit une jeune sœur cachée de l'Empereur Meiji au début des années 1870, pendant la période charnières qui ont marqué la transition du Japon vers la modernité, jusqu'à la rébellion des samouraïs de Satsuma en 1877, qui a été réprimée dans le sang.
- Le Prophète de Gaïa, éditions n'co, 2021  (ISBN 978-2-49032-531-3) Un jeune écologiste souffrant d'éco-anxiété se met à entendre la voix de Gaïa dans sa tête, qui lui propose une solution pour sauver la planète. Mais il ne parvient pas à savoir sir cette voix qu'il est le seul à entendre est bien celle de les déesse-mère de la Terre, ou une hallucination créée par une drogue, ou bien encore une manipulation par des lobbies cherchant à discréditer les défenseurs de l’environnement.
- Le Maître de Moulins, peintre de quatre reines de France, éditions Arkuiris, 2022  (ISBN 978-2-91909-036-5) Une biographie romancée de Jean Hey, plus connue sous le nom de "Maître de Moulins", un des plus grands peintres de la fin du XVe siècle, qui a vécu à Autun, Lyon et Moulins, dont les œuvres sont notamment conservées au Musée du Louvre, à la cathédrale de Moulins, au Musée Rolin d'Autun, à l'Alte Pinakothek de Munich, à la National Gallery de Londres et à l'Art Institute de Chicago, Le livre reproduit en couleurs l'ensemble de ses créations, y compris certaines peu connues ou faisant l'objet de débats : peintures, dessins, enluminures, vitraux.
- Tous les fantômes du soleil, éditions Rivière Blanche, 2022, no 2208  (ISBN 978-1-64932-115-2). À la suite de phénomènes solaires de grande ampleur, les fantômes des morts se mettent à proliférer sur Terre comme des zombies. Ces fantômes peuvent tuer les humains, mais s'avèrent plus dangereux que les zombies, car rien ne semble pouvoir les détruire. Un petit groupe mené par des physiciens doit à tout prix découvrir une solution s'ils veulent survivre.
- L'évangile selon Suzanne, éditions Caban/Rue de Seine, 2023  (ISBN 978-2-493270-77-1). L'histoire de Jésus-Christ vue par une de ses amies d'enfance, Suzanne mentionnée dans l'Évangile selon Saint Luc, dans la complexité culturelle, politique et religieuse de la Palestine d'il y a 2000 ans, entre tensions communautaires, influence grecque, et occupation romaine.

### Direction d'anthologies et de numéros de revues
- Les Maladies du futur, éditions Arkuiris, 2013. Anthologie de nouvelles de science-fiction préfacée par Jean-Pierre Andrevon, avec des nouvelles de : Daniel Birnbaum, Anthony Boulanger, Olivier Caruso, Nicolas Chapperon, Grégory Covin, Stéphane Dovert, Sébastien Fauconnier, Gabriel Féraud, François Fierobe, Djane Grivault, Brice et Romain Le Roux, Marc Oreggia, Marie-Noëlle Sargenton Callard.
- Le Réchauffement climatique et après…, préface de Jean-Pierre Fontana Réunissant des textes de Cyril Amourette, Anthony Boulanger, Pierre-Antoine Brossaud, Fabien Clavel, Stéphane Dovert, Sophie Fedy, Djane Grivault, Bernard Henninger, Sylvain Lamur, Sébastien Parisot, Arnauld Pontier, Laurent Pendarias, Jean-Marc Sire.
- Le Nucléaire et après…, éditions Arkuiris, 2016. Préface Jean-Jacques Delfour, couverture Caza Avec des textes de Jean-Pierre Andrevon, Daniel Birnbaum, Virginie Buisson-Delandre, Fabien Clavel, Emmanuel Delporte, Stéphane Dovert, Sophie Fedy, Jeff Gautier, Ludovic Klein, Sylvain Lamur, Jocelyn Peyret, Lucie Pierrat-Pajot,Yann Quero, Jean-Louis Trudel.
- Les OGM et après…, éditions Arkuiris, 2017. Préface Corinne Lepage, couverture Sebastien Annoni Avec des textes de Anthony Boulanger, Julien Brethiot, Jean-Yves Carlen, Fabien Clavel, Loïc Daverat, Stéphane Dovert, Hélène Duc, Vivien Esnault, Victor Fleury, Sylvain Lamur, Stéphane Michel, Yann Quero, Alain Rozenbaum, Jean-Marc Sire, Jean-Louis Trudel.
- "Environnement : presque déjà la fin ?", numéro spécial de la revue Galaxies, nouvelle série no 52, 2017
- "Utopies 'positives'", revue Géante Rouge, no 29, 2019.
- Les chats et l'espace. Recueil d'illustrations et de nouvelles en hommage à Félicette, première astrochatte française en 1963, éditions Arkuiris, 2023, couverture de Thierry Clet. Avec des illustrations et textes de Jean-Pierre Andrevon, Vincent Biwer, Philippe Caza, Thierry Clet, Andréa Deslacs, Stéphane Dovert, Jean-Pierre Fontana, Charlotte Granié aka Cha'peau Rouge, Djane Grivault, Pierre Gévart, Éloïse Hailone, Francis Haraux, Philip Harris, Isha, Olivier Jubo, Pierre Le Pivain, AF Lune, Eric Lysøe, Laura Peunck, Séverine Pineaux, Arnauld Pontier, Yann Quero et Wojtek Siudmak.

### Nouvelles
- Lucy in the sky with Sioux, 2008
- Les 41 sarcophages de titane, 2009, Lunatique no 82, éditions éons, p. 31-65
- Hutan, le démon de Bornéo (et les 7 vagues humaines), 2012, Le Banian, no 14
- Le Bandeau vert de Monsieur Hayashi, 2013, Solaris, no 185
- La Malaisie dans l'univers francophone de la science-fiction, in Malaisie-France, un voyage en nous-mêmes, ITBM, Kuala Lumpur, 2013
- Far South : l'ultime frontière, in quotidien Libération[6], numéro spécial 40 ans, 30 novembre 2013
- Clostridia, in anthologie de nouvelles Les Maladies du futur, éditions Arkuiris, 2013
- Le Compagnon de Ganymède, in anthologie de nouvelles Dimension Système solaire, coordonnée par Arnauld Pontier, Rivière Blanche, 2014
- Neige tropicale, in anthologie de nouvelles Le Réchauffement climatique et après…, éditions Arkuiris, 2014
- Les Damnés de Mars, in anthologie de nouvelles Dimension Écologies extraterrestres, coordonnée par Fabien Lyraud, Rivière Blanche, 2014
- Les Chats de Fukushima, in anthologie Hommes et animaux, coordonnée par Stéphane Dovert, éditions Arkuiris, 2015
- Le Dernier des Anunnakis, in anthologie Les Vampires des origines, coordonnée par Marc Bailly, volume 1, éditions Lune écarlate, 2015
- Komodo, revue Le Banyan no 20, décembre 2015
- Quand la Chine s'illuminera, in anthologie Le Nucléaire et après…, Arkuiris, 2016
- Les Molécules de la séduction, in anthologie L’Art de séduire, coordonnée par Arnauld Pontier, éditions Arkuiris, 2016.
- Ange Vénitien, in anthologie Cités italiennes, coordonnée par Hélène Marchetto, Rivière Blanche, 2016.
- IT, les Iris de Titan, in anthologie Moisson d'épouvante, no 3, coordonnée par Yves-Daniel Crouzet, éditions Dreampress, 2016.
- La Vallée des hommes-fleurs, in anthologie Les OGM et après..., éditions Arkuiris, 2017.
- Dyslexie des étoiles, in anthologie Dyslexie aujourd'hui et demain, coordonnée par Cécile Péguin, éditions Arkuiris, 2017.
- Les Héraults de Poséidon, in anthologie Les Océans du Futur, coordonnée par Anthony Boulanger, éditions Arkuiris, 2017.
- Par-delà la mer sans sommeil, in anthologie Sur les traces de Lovecraft, volume 1, éditions Nestiveqnen, 2017.
- Pèlerinage à Arcosanti, revue Géante Rouge[7], 2019.
- La fée-zomique du Bois-joli, Realities Inc., volume IV, 2020.
- Hayashi-san’s Green Headband, Uneven Earth – Where the ecological meets the political, 2020. http://unevenearth.org/2020/01/hayashi-sans-green-headband/
- L'Ire de Gaïa, revue Cœur de Plumes (Québec) no 4, été 2021
- Le volcan de Bangka, in anthologie Imaginaires d'Asie, Association des plumes de l'imaginaires, 2022. (nommé au Prix des Imaginales 2023)[8].

### Essais
- « La Malaisie dans l'univers francophone de la science-fiction », in Malaisie-France, un voyage en nous-mêmes, ITBM, Kuala Lumpur, 2013
- « Nemo versus Saturnin Farandoul : quand Albert Robida singeait Jules Verne », in Galaxies no 30, 2014
- « L'influence de l’Asie sur les écrits de science-fiction de Pierre Boulle »[9], in ReS Futurae no 6, 2015
- « Surnaturel et fantastique dans l'œuvre d'Henri Fauconnier »[10], in Actes des Rencontres Fauconnier, Barbezieux, juillet 2015
- « Le chant occulte des pantouns, interprétations de poèmes malais dans l’œuvre d’Henri Fauconnier », revue Péninsule, n°72, 2016, pp. 47-60.
- « Pierre Boulle : un anti-écologiste ? », in Pour l’amour de l’art, Bulletin des amis de Pierre Boulle, n°43, février 2017, pp.3-15.
- « Piri Reis et la première carte de l'Antarctique, le mystère élucidé », in revue Nexus, n°133, novembre-décembre 2017, pp.98-107.
- L'Asie, l’écologie, la logique de l’absurde : trois essais sur Pierre Boulle, éditions Sempervivum, 2021.
- « Retour à Roswell », in revue Orbs, l'autre planète, 2022, pp.10-35.
- « Les changements climatiques contemporains sous l'œil de la science-fiction », in revue Silence no 516, 2022, p. 14–15.

### Poésies et textes brefs
- Sentiments centenaires, 2012, la Lettre de Présence d'Esprits, no 100
- Silencieuses forêts, janvier 2013, Pantouns-Lettres de Malaisie, no 3
- Lucioles, Roches usées du ressac sans fin des lames, Parapluie troué sous les noirs typhons, mars 2013, Revue Le Capital des mots[11]
- Crocodile échoué, Brisures de riz, Pléiades sombres, Si un chien vaut mieux que deux kilos d’rat, mars 2013, Pantouns-Lettres de Malaisie, no 4
- Chante le monde, Se lover au sein de la Lune ovale, Étoile vagabonde, Petite, la fourmi, Ombres fugitives, File la pirogue, et une série de sept pantouns Ballade à Gaïa, mai 2013, Pantouns-Lettres de Malaisie[12], no 5
- Ballade à Gaïa (7 pantouns), Chante le monde en trilles, Se lover au sein de la Lune ovale, Étoile vagabonde, Petite, la fourmi, Ombres fugitives, File la pirogue, in Revue Pantouns, no 6, mai 2013
- Batiks d’hier, Hoquets et cahots, Beauté froide, Qui ne place pas à l’horizon un voile, in Revue Pantouns, no 7, juillet 2013
- Effilée la lame du sabre, Pluie de printemps, Lac de montagne sous un ciel voilé, Papillons buvant aux yeux des tortues, Au purgatoire des citrouilles, in Revue Pantouns no 8, novembre 2013
- Vingt pantouns dans l'anthologie de poèmes : Une poignée de pierreries, réunie par Jérôme Bouchaud et Georges Voisset, éditions Jentayu, 2014
- Haïku Lac couvert de brume, in Haiku Canada Review vol. 8, no 2, octobre 2014
- Numéro spécial Yann Quero[13] de la revue Pantouns, no 16, janvier 2016